# Collyer, Kansas
Collyer är en ort i Trego County i Kansas. Vid 2020 års folkräkning hade Collyer 97 invånare.